# Обиходовка
Обихо́довка (укр. Обиходівка) — село на Украине, основано в 1927 году, находится в Коростенской городской общине Житомирской области. Расположено на реке Олешня.
Код КОАТУУ — 1822384202. Население по переписи 2001 года составляет 0 человек. Почтовый индекс — 11525. Телефонный код — 4142. Занимает площадь 0,261 км².